# Sritan čovik
Sritan čovik naziv je osmog albuma zadarske klape Intrade i Tomislava Bralića. Album je 2012. objavila diskografska kuća Scardona.

## Popis pjesama
| 1.    | »Zašto uvik pivan«                | Vjekoslav Alilović | Duško Rapotec Ute              | Duško Rapotec Ute   | 3:58 |
| 2.    | »Škrinja jubavi«                  | Vilma Neškovčin    | Joško Bogavčić                 | Remi Kazinoti       | 3:55 |
| 3.    | »Nisan te sriće«                  | Snježana Perić     | Ivica Badurina                 | Remi Kazinoti       | 4:03 |
| 4.    | »Što bi moja duša bila«           | Ante Sikirić       | Ante Sikirić                   | Nebojša Lakić       | 3:39 |
| 5.    | »Sritan čovik«                    | Ivana Burić        | Ivana Burić                    | Remi Kazinoti       | 3:49 |
| 6.    | »Kad se zamislim«                 | Jakša Fiamengo     | Ivica Badurina                 | Remi Kazinoti       | 3:39 |
| 7.    | »Živim za svaki dan«              | Sewen              | Marsell Benzon, Zvonimir Divić | Marsell Benzon      | 3:12 |
| 8.    | »Riči u mislima (Bolje sam moga)« | Davor Juraga       | Davor Juraga                   | Remi Kazinoti       | 3:22 |
| 9.    | »Za onu viru ča san ti je da«     | Jakša Fiamengo     | Duško Rapotec Ute              | Duško Rapotec Ute   | 4:35 |
| 10.   | »Pisma nas je vezala«             | Robert Pilepić     | Marko Tomasović                | Aleksandar Valenčić | 4:32 |
| 11.   | »Sritan Božić«                    | Davor Juraga       | Davor Juraga                   | Ante Gašpardi       | 4:07 |
| 42:50 |                                   |                    |                                |                     |      |

## Vanjske poveznice
- Scardona: Tomislav Bralić i klapa Intrade – Sritan čovik  Arhivirana inačica izvorne stranice od 29. svibnja 2015. (Wayback Machine)
- Antena Zadar.hr – Marin Sarić: »Bralić: "Sritan čovik" idealan je poklon za sve ljubitelje Intrade« (intervju)